# 哈氏異康吉鰻
哈氏異康吉鰻（學名：Heteroconger hassi），俗称花园鳗，為輻鰭魚綱鰻鱺目糯鰻科的其中一個種。

## 分布
本魚分布於印度太平洋區，包括紅海、東非、塞席爾群島、聖誕島、馬爾地夫、印度、日本、中國沿海、台灣、越南、菲律賓、印尼、泰國、帛琉、吉里巴斯、西薩摩亞、美屬薩摩亞、所羅門群島、密克羅尼西亞、法屬波里尼西亞、澳洲、新喀里多尼亞、斐濟等海域。

## 棲息深度
棲息於水深7至45公尺的海水中。

## 特徵
本魚延長呈管狀，口小。魚體灰白色，並布滿黑色小點，特徵是兩個鰓孔與體中央1/4處共具有3塊較大黑斑。體長可達40公分。

## 生態
本魚性情羞怯，躲藏在偶有強烈海流的礁沙混合區的沙地中，只露出身體前半段於水層中，頂著潮流的方向，攫取水流所帶來的生物，遇大型生物經過則全身沒入沙中躲藏。肉食性，以浮游生物為食。

## 經濟利用
非食用魚，但可作為觀賞魚之用。